# Peep-Show
Peep-Show är rockgruppen Reeperbahns tredje studioalbum. Albumet gavs ut på Stranded Rekords 7 februari 1983. Inspelningarna ägde rum i Silence Studio, Koppom, Decibel Studios, Stockholm och Air Studios, London. Albumet producerades av Johan Vävare och mixades av Nigel Walker i Air Studios (denne gavs credit som "Mr. Walker" för just denna insats, med en anspelning på Fantomen). Tekniker var samma par, Johan Vävare och Nigel Walker.
På den svenska albumlistan placerade det sig som högst på 19:e plats.

## Mottagande
Peep-Show fick ett mer blandat mottagande i pressen än Reeperbahns förra skiva Venuspassagen, när den släpptes vintern 1983. Skivan fick en väldigt positiv recension i Expressen, som gav den "8 av 10" i betyg, och recensenten ansåg att Reeperbahn "äntligen gjort den platta som jag inbillade mig att de skulle kunna göra om de koncentrerade sig på en sak i taget." I Aftonbladet och Svenska Dagbladet var reaktionerna däremot mer blandade, även om båda ansåg att själva låtarna var bra i överlag.
I efterhand har dock Peep-Show fått klassikerstatus inom svensk rock/pop-historia, och har ofta nämnts som en av de bästa svenska skivorna under 1980-talet; när Peep-Show återsläpptes på CD år 2010 fick den 4/5 i betyg hos Dagens Industri, och Dagens Nyheter kallade Peep-Show för Reeperbahns "absoluta mästerverk" vid samma tid. Samma remaster-utgåva fick 9/10 i betyg av tidningen Sonic.

## Låtlista
Text: Olle Ljungström. Musik: Olle Ljungström, förutom "En okänd plats" av Eddie Sjöberg.
Sida A
1. "Peep-Show" – 3:38
2. "Gröna tapeter" – 2:26
3. "En helt vanlig dag" – 3:00
4. "Turister" – 3:22
5. "Jazz" – 3:27

Sida B
1. "Marrakech" – 4:06
2. "Det vackra livet" – 3:57
3. "Älskling, du är som en pistol" – 3:13
4. "En okänd plats" – 3:00
5. "Tidsfrist" – 2:46

### Bonusspår på CD-utgåvan 2010
1. "Marrakech (Radio Edit)" – 3:42
2. "Du roar mig" – 2:54
3. "Hundarna brinner" (som Nürnberg 47) – 3:32
4. "Spegelbild" (som Nürnberg 47) – 3:20

## Medverkande
- Eddie Sjöberg – gitarr
- Peter Korhonen – trummor
- Jan Kyhle – klaviatur, blås
- Peter Ivarss – bas
- Olle Ljungström – gitarr, sång
- Per Hägglund – saxofoner

## Listplaceringar
| Lista (1983) | Topplacering |
| ------------ | ------------ |
| Sverige      | 19           |

### Fotnoter
1. ↑  http://www.discogs.com/artist/165432-Nigel-Walker-2?filter_anv=1&anv=Mr+Walker
2. ↑  Expressen, 16 februari 1983. Läst 25 juni 2020.
3. ↑  Aftonbladet, 1 mars 1983. Läst 25 juni 2020.
4. ↑  Svenska Dagbladet, 12 mars 1983. Läst 25 juni 2020.
5. ↑  Dagens Industri, 12 mars 2010. Läst 25 juni 2020.
6. ↑  Dagens Nyheter, 17 mars 2010. Läst 25 juni 2020.
7. ↑  Sonic #52, mars 2010. Läst 5 mars 2021.
8. ↑  Swedishcharts - Peep Show på den svenska albumlistan